# Emergence (2020)
Pour les articles homonymes, voir Rebellion (homonymie).
Emergence était un évènement de catch professionnel produit par la fédération américaine Impact Wrestling, c'est le premier évènement de la chronologie des Emergence.  Il prit place les 18 août et 25 août 2020 au Skyway Studios à Nashville dans le Tennessee en tant qu'événement spécial mensuel d'Impact.

## Contexte
Cet événement présente des matchs de catch professionnel scriptés, opposant les personnages de faces (gentils) au heels (méchants).

## Tableaux des matchs
| No.                                                      | Résultats | Stipulations                                               | Times |
| -------------------------------------------------------- | --- | ---------------------------------------------------------- | ----- |
| 1                                                        | Rohit Raju bat Chris Bey (c) et TJP (avec Fallah Bahh)                                                         | Triple Threat match pour le Impact X Division Championship | 10:50 |
| 2                                                        | Moose bat Trey Miguel                                                                                          | Match simple                                               | 8:30  |
| 3                                                        | The Good Brothers (Doc Gallows et Karl Anderson) battent Ace Austin et Madman Fulton                           | Tag Team Match                                             | 13:25 |
| 4                                                        | Kylie Rae bat Taya Valkyrie                                                                                    | Match simple                                               | 4:49  |
| 5                                                        | The Motor City Machine Guns (Alex Shelley et Chris Sabin) (c) battent The North (Ethan Page et Josh Alexander) | Tag Team Match pour les Impact World Tag Team Championship | 13:25 |
| - (c) – Fait référence au(x) champion(s) lors d'un match | |                                                            |       |

:
| No. | Résultats                              | Stipulations                                                     | Times |
| --- | -------------------------------------- | ---------------------------------------------------------------- | ----- |
| 1   | Eddie Edwards (c) bat Rob Van Dam      | Singles match pour le Impact World Championship                  | 7:19  |
| 2   | Crazzy Steve bat Johnny Swinger        | Blindfold match avec Cousin Jake comme arbitre spécial           | 1:23  |
| 3   | Brian Myers bat Willie Mack            | Singles match                                                    | 9:38  |
| 4   | Larry D bat John E. Bravo              | Singles match avec Acey Romero comme arbitre spécial             | 0:39  |
| 5   | Deonna Purrazzo (c) bat Jordynne Grace | 30 minutes Iron Woman Match pour le Impact Knockout Championship | 30:00 |